# Tessitori Nóra
Tessitori Nóra (Kolozsvár, 1884 – Marosvásárhely, 1969. június 26.) erdélyi magyar szavaló- és előadóművész, Kőmíves Nagy Lajos felesége.

## Életútja
Életéről, iskolai tanulmányairól hiányosak az adatok. Apja, az Udinéből származó kőfaragó szobrász 52 éves korában öngyilkos lett, s ő, noha színésznő szeretett volna lenni, tisztviselői állást vállalt Kolozsvárt, hogy anyját és testvérét eltarthassa. Ugyanakkor énekelni tanult és jótékonysági rendezvényeken lépett fel. 1916-ban férjhez ment Kőmíves Nagy Lajos újságíróhoz, aki később impresszáriója is lett. 1946–54 között a kolozsvári magyar színművészeti főiskolán tanított beszédtechnikát, poétikát, fonetikát. Tanára volt a később Szatmárnémetibe költözött nagybányai Állami Színházat alapító Harag György Társulatnak, akikhez 1954-ben írott levele művészi hitvallását is kifejezi.

## Munkássága
Első ízben Kolozsvárt, 1918 januárjában, a Kelet Irodalmi Társaság matinéján lépett pódiumra; utolsó előadóestje, amelyet a rádió is rögzített, 1939-ben volt Budapesten. Hangját mégsem őrizte meg sem viaszhenger, sem lemez vagy hangszalag. Előadói művészetével azonban nagymértékben hozzájárult ahhoz, hogy az erdélyi magyar vers az első világháború után, a „hőskor”-ban meghódította a közönséget.
Babits Mihály „a vers apostolá”-nak, Várnai Zseni „zengő nagy művésznőnek” nevezte, Bartalis János szerint az az előadóművésznő volt, aki „szárnyakat adott a versnek, égi szárnyakat”, „póztalan és mindig a lényeget kihangsúlyozó produkcióját” Szentimrei Jenő is méltatta. Kuncz Aladár pedig ezt írta egy 1924-es előadóestjéről: „Régen templomban lehetett ilyen misztikus, babonás a levegő, talán ott hihettek olyan forrón és mélyen az emberek. Tegnap este itt templommá lett egy terem és oltárrá egy asszony szája, ahonnan szent szerelmes igék bugyogtak fel, folytak széjjel az ájtatos hallgatók között.” Páratlan tehetsége, versmondó művészete levelezéséből, a művészetét méltató előadásokból rajzolódik ki. Több erdélyi költő (Áprily Lajos, Tompa László, Szentimrei Jenő) írt vagy dedikált verset neki. Többször Zala Béla előadóművésszel lépett fel, együtt szavalták a magyar- és a világirodalom klasszikusait.